# Station Ternaard
Station Ternaard (Tn) was een station aan de voormalige spoorlijn Leeuwarden - Anjum. Het station in Ternaard werd geopend op 2 oktober 1901 en gesloten op 1 december 1940. Het stationsgebouw uit 1901 bestaat nog steeds.
Dit station is gebouwd naar het stationsontwerp met de naam Standaardtype NFLS, die voornamelijk werd gebruikt voor verschillende spoorwegstations in Friesland. Het station Ternaard viel binnen het type NFLS halte 2e klasse.